# Plan de relance européen de 2020
Le plan de relance européen de 2020 (baptisé « Next Generation EU »), proposé par la Commission européenne le 27 mai 2020, est un accord trouvé par les vingt-sept États membres de l'Union européenne, à l'issue du Conseil européen du 17 au 21 juillet 2020.
Ce plan vise à pallier les conséquences économiques et sociales de la pandémie de Covid-19 qui touche l'Europe depuis début 2020. Son montant est fixé à 750 milliards d'euros (dont 360 milliards de prêts et 390 milliards de subventions), accompagné d'un budget européen pluriannuel renforcé à 1 074,3 milliards pour les années 2021 à 2027.
Lors du Conseil européen des 10 et 11 décembre 2020, les dirigeants européens s'accordent définitivement sur le plan de relance et le budget européen 2021-2027, trois semaines après le véto de la Hongrie et de la Pologne qui remettait en cause l'accord qualifié d'historique intervenu lors du sommet des Vingt-Sept en juillet 2020. La ratification par l'ensemble des États membres s'achève le 27 mai 2021.

## Historique
Le plan de relance trouve son origine dans la grave crise qui affecte l'UE en conséquence de la pandémie de Covid-19 en Europe. Il vise à financer des « investissements publics et privés massifs au niveau européen, afin de créer des emplois et réparer les dommages immédiats causés par la pandémie de COVID-19, tout en soutenant les priorités écologiques et numériques de l'Union ».
La Commission européenne propose le 27 mai 2020 de mettre en place un vaste plan de relance, baptisé Next Generation EU, pour « aider à réparer les dommages économiques et sociaux immédiats causés par la pandémie de coronavirus, à lancer la reprise et à préparer un avenir meilleur pour la prochaine génération »,.
Les discussions lors du Conseil européen extraordinaire du 17 au 21 juillet 2020 opposent deux groupes de pays : d'un côté, les pays dits « frugaux » (Pays-Bas, Suède, Danemark, Autriche, rejoints par la Finlande), plutôt hostiles aux subventions européennes et en particulier à destination des pays du Sud,, et de l'autre, un groupe plus large mené par l'Allemagne et la France qui soutiennent le projet de relance européen, en complément des mesures nationales.
En France, le Plan de relance économique de la France de 2021-2022 annoncé le 3 septembre 2020 s'appuie en partie sur les financements du plan de relance européen. Sur les 100 milliards d'euros prévus, 40 % proviennent du plan de relance européen.

## Enveloppe budgétaire et modalités financières
Pour un article plus général, voir Budget de l'Union européenne.
Le caractère exceptionnel et novateur de ce plan de relance tient à la fois à son ampleur, 750 milliards d'euros, et à son mode de financement par des emprunts au nom de l'Union sur les marchés de capitaux.

### 750 milliards alloués aux programmes de l'UE
Next generation EU permettra de transférer un montant total de 750 milliards d'euros aux programmes de l'UE, selon la répartition suivante :
- Facilité pour la reprise et la résilience, nouveau programme de l'UE, pour financer les transitions écologique et numérique ainsi que pour favoriser la stabilité macroéconomique et l'équité sociale[9] : 672,5 milliards d'euros, dont 360 milliards d'euros sous la forme de prêts, et 312,5 milliards d'euros sous la forme de subventions non remboursables ;
- React-EU [10], en soutien supplémentaire de la politique de cohésion (aussi appelée politique régionale de l'UE) via les fonds structurels[11],[12] : 47,5 milliards d'euros en sus du budget inscrit dans le CFP 2021-2027 ;
- Horizon Europe, programme cadre de l'UE pour la recherche et l'innovation[13] : 5 milliards d'euros de financement en sus du budget inscrit dans le CFP 2021-2027 ;
- InvestEU, nouveau programme d'investissement stratégique du CFP 2021-2027, succédant au plan Juncker[14] : 5,6 milliards d'euros en sus du budget inscrit dans le CFP 2021-2027 ;
- Développement rural, en soutien de la politique agricole commune, via le Fonds européen agricole pour le développement rural (FEADER)[15] : 7,5 milliards d'euros en sus du budget inscrit dans le CFP 2021-2027 ;
- Fonds pour une transition juste, destiné à atténuer les conséquences sociales de la mise en œuvre du Pacte vert pour l'Europe[16] : 10 milliards d'euros en sus du budget inscrit dans le CFP 2021-2027 ;
- RescEU, élément du mécanisme européen de protection civile[17] : 1,9 milliard d'euros.

Ces fonds seront dépensés pour relancer les économies nationales à hauteur de 90 % sur la période 2021-2023 et il est prévu que le tiers de ce montant devra être investi dans le cadre de politiques environnementales, notamment pour respecter l'objectif de neutralité carbone fixé par l'UE pour 2050.
Pour bénéficier de ces fonds, les États membres devront élaborer et soumettre des plans nationaux pour la reprise et la résilience, établissant leur programme de réforme et d'investissement pour les années 2021-2023.

### Financement
Pour Next Generation EU, la Commission est habilitée à emprunter des fonds sur les marchés des capitaux au nom de l'Union à hauteur d'un montant maximal de 750 milliards d'euros aux prix de 2018, à partir de 2021 et au plus tard jusqu'à la fin de 2026. Les fonds empruntés peuvent être utilisés pour des prêts à hauteur d'un montant maximal de 360 milliards d'euros aux prix de 2018 et pour des dépenses à hauteur d'un montant maximal de 390 milliards d'euros aux prix de 2018. Les remboursement pourront s'étaler jusqu'en 2058.
L'emprunt mutualisé entre les États membres de l'UE et réalisé par la Commission européenne permet de bénéficier de la bonne notation financière de celle-ci, et donc d'emprunter à des taux d'intérêts faibles et sur une durée longue.

## Mécanisme de conditionnalité du versement des fonds au respect de l'État de droit
L'accord entre les dirigeants européens sur « Next génération EU » inclut aussi un régime de conditionnalité « visant à faire en sorte que, pour la première fois, les fonds de l'UE soient protégés, y compris à titre préventif, contre des défaillances généralisées dans le domaine de l'État de droit ». Cet accord, initialement conclu lors du Conseil européen de juillet, a été remis en cause en novembre par la Hongrie et la Pologne. Un compromis est intervenu lors du Conseil européen de décembre 2020. Le règlement relatif à ce mécanisme de conditionnalité sur lequel la Commission, le Conseil et le parlement européen se sont accordés en novembre n'est pas modifié, mais il est assorti d'un ensemble de « clarifications » relatives à sa mise en œuvre inscrites dans les Conclusions de ce Conseil européen.

## Sources

## Compléments